# Georg von Schanz
Georg von Schanz, född 12 april 1853 i Grossbardorff, Bayern, död 19 december 1931 i Würzburg, var en tysk nationalekonom.
Schanz blev professor 1880 i Erlangen och 1882 i Würzburg. År 1907 utnämndes han till beständigt riksråd i Bayern. Han ägnade sig främst åt ekonomisk historia, socialpolitik samt finans- och bankväsendet, till exempel i Zur Geschichte der deutschen Gesellenverbände (1877), Die Handelsbeziehungen zwischen England und den Niederlanden 1485-1547 (1879), Englische Handelspolitik gegen ende des Mittelalters (två band, 1881), Geschichte der Colonisation und Industrie in Franken (1884), samt det omfångsrika arbetet Die Steuern der Schweiz in ihrer Entwicklung seit Beginn des 19. Jahrhunderts (fem band, 1890). Vidare framlade och utvecklade han förslag om arbetslöshetsförsäkring i tre större arbeten (1895, 1897, 1901). Från 1884 utgav han "Finanzarchiv. Zeitschrift für das gesamte Finanzwesen" och ledde från 1884 utgivandet av "Wirtschafts- und Verwaltungsstudien mit besonderer Berücksichtigung Bayerns" (hans lärjungars arbeten, 53 band till 1916).